# التصنيفات الدولية لمصر
فيما يلي التصنيفات الدولية الخاصة بمصر. 

## المدن
- مجموعة دراسات العولمة والمدن العالمية (GaWC): وضعت مدينة القاهرة في التصنيف الدولى عند مستوى (بيتا –).[1][2]

## الاقتصاد
- وضعت صحيفة وول ستريت جورنال: مصر في المركز 127 من 157 دولة على مؤشر الحرية الاقتصادية 2007.
- صندوق النقد الدولي: وضع الناتج المحلي الإجمالي (الاسمي) للفرد الواحد لعام 2007، في المرتبة 115 من أصل 179 دولة
- صندوق النقد الدولي: وضع الناتج المحلي الإجمالي (الاسمي) لمصر عام 2006، في المرتبة 51 من أصل 181 دولة
- المنتدى الاقتصادي العالمي: وضع مؤشر التنافسية العالمية 2006-2007 مصر في المرتبة 63 من أصل 125 دولة.
- البنك الدولي: وضع مصر في المرتبة 126 من أصل 178 دولة على مؤشر سهولة ممارسة الأعمال.

## البيئة
- جامعة ييل: وضع مؤشر الاستدامة البيئية 2005 مصر في المرتبة 115 من 146 دولة
- مؤسسة الاقتصاد الجديد: وضع مؤشر السعادة العالمي 2006 مصر في المرتبة 97 من 178 دولة.

## التركيبة السكانية
| اسم                 | عام       | مكان | بعيدا عن المكان # | مرجع  |
| ------------------- | --------- | ---- | ----------------- | ----- |
| تعداد السكان        | 2007      | 16   | 223               |       |
| متوسط العمر المتوقع | 2005-2010 | 106  | 194               | [ 3 ] |
| معدل النمو السكاني  | 2005-2010 | 71   | 230               | [ 4 ] |

## الطاقة
- احتل إنتاج الكهرباء المرتبة 27 من أصل 211 دولة
- احتل استهلاك الكهرباء المرتبة 30 من أصل 190 دولة
- احتل إنتاج الغاز الطبيعي المرتبة 20 من أصل 86 دولة
- احتل استهلاك الغاز الطبيعي المرتبة 23 من أصل 211 دولة
- احتياطيات الغاز الطبيعي المؤكدة في المرتبة 18 من 87 دولة

## الجيش
| اسم                                                | عام  | مكان | بعيدا عن المكان # | مرجع  |
| -------------------------------------------------- | ---- | ---- | ----------------- | ----- |
| كتاب حقائق العالم: الإنفاق العسكري                 | 2009 | 45   | 153               | [ 5 ] |
| مركز الدراسات الاستراتيجية والدولية: القوات النشطة | 2010 | 10   | 165               | [ 6 ] |

## السياسة
- المنظمة الدولية للشفافية: احتلت مصر المرتبة 105 من أصل 179 دولة قى مؤشر مدركات الفساد لعام 2007.
- منظمة مراسلون بلا حدود: احتلت مصر المرتبة 146 من 169 دولة مؤشر حرية الصحافة في العالم لعام 2007.
- وحدة الاستخبارات الاقتصادية: احتلت مصر المرتبة 115 من 167 دولة مؤشر الديمقراطية 2007.
- مجلة صندوق السلام ومجلة فورين بوليسي: احتلت مصر المرتبة 36 من أصل 177 دولة على مؤشر الدول الفاشلة 2007.

## المجتمع
| اسم                                                 | عام  | مكان | بعيدا عن المكان # | مرجع  |
| --------------------------------------------------- | ---- | ---- | ----------------- | ----- |
| وحدة الاستخبارات الاقتصادية: مؤشر جودة الحياة       | 2005 | 80   | 111               | [ 7 ] |
| برنامج الأمم المتحدة الإنمائي: دليل التنمية البشرية | 2007 | 123  | 182               | [ 8 ] |
| مؤشر العولمة                                        | 2010 | 68   | 181               | [ 9 ] |

## التكنولوجيا
| المؤشر\التصنيف                                           | السنة | المكان    | من الترتيب الكلي | المرجع |
| -------------------------------------------------------- | ----- | --------- | ---------------- | ------ |
| وحدة استخبارات الإكونوميست جاهزية إلكترونية              | 2009  | المركز 57 | 70               | [ 10 ] |
| كتاب حقائق العالم: قائمة الدول حسب عدد مستخدمي الإنترنت  | 2010  | المركز 27 | 195              | [ 11 ] |
| مؤشر الابتكار العالمي (المنظمة العالمية للملكية الفكرية) | 2024  | المركز 86 | 133              | [ 12 ] |

## أخرى
| منظمة                         | الدراسة الاستقصائية      | تصنيف      |
| ----------------------------- | ------------------------ | ---------- |
| معهد الاقتصاد والسلام         | مؤشر السلام العالمي      | 54 من 144  |
| منظمة الصحة العالمية          | مؤشر وفيات حوادث الطرق   | 3 من 178   |
| برنامج الأمم المتحدة الإنمائي | مؤشر التنمية البشرية     | 123 من 182 |
| الشفافية الدولية              | مؤشر مدركات الفساد       | 111 من 180 |
| المنتدى الاقتصادي العالمي     | تقرير التنافسية العالمية | 70 من 133  |